# Sárga rózsa (kisregény)
A Sárga rózsa Jókai Mór 1892-ben írt kisregénye, öregkori művészetének kiválóan megalkotott darabja. A kisregény nem történelmi, romantikus időket idéz fel, témáját és figuráit a korabeli paraszti világból meríti. A puszta világát, az itt élő alakokat olyan realitással rajzolja meg Jókai, amely már Móricz irányába mutat.

## Cselekmény
A kisregény a Hortobágyon egy szenvedélyektől duzzadó szerelmi háromszöget mutatott be. Lacza Ferkó (gulyásbojtár) és Decsi Sándor (csikósbojtár) gyerekkoruktól fogva jó barátok voltak. Egészen addig, amíg a szerelem, egy gyönyörű pusztai lány, a hortobágyi csárdás fogadott leánya: Klárika, a "Sárga rózsa" képében közéjük nem állt.
A „Sárga rózsa” titka:

„Mert csak „egy” sárga rózsa van az egész Hortobágyon, az is a csárdabérlő kertjében. Valami idegen hozta oda, azt mondják, Belgaországból; csodálatos rózsa, egész nyáron nyílik, pünkösdkor elkezdi, s még adventben is teli van fakadó bimbóval. Olyan sárga a virága, mint a termésarany, az illata meg inkább a muskotály boréhoz hasonlít, mint a rózsáéhoz: hej, de soknak a fejébe ment már ez az illat, aki azt a rózsát megszagolta!
Aztán annak a leánynak is csak „sárga rózsa” volt a neve, aki abból a rózsából szakítani szokott, nem is magának.
Ezt sem tudni, hol vette az öreg csapláros; felesége nem volt. Úgy felejtette ott valaki. Megtartották, felnevelték, szép karcsú virágszál lett belőle. Nem volt annak az arca piros, mint a többi lányoké; hanem valami átlátszó, hamvassárga; azért mégsem volt az beteg szín, alatta ragyogott az élet, s amikor mosolygott, mintha tűz sugárzott volna ki belőle. Aztán az a nevetésre álló szája a fölfelé húzódó szegletekkel úgy illett a két nagy kökényszeméhez, akiről nem tudta az ember, hogy kék-e vagy fekete? Mert ha belenézett, azt is elfeledte, hogy a világon van. A haja is fekete volt, egy varkocsba sárga pántlikával összefonva: rangos volt az magától is, nem kellett birsalma nedvével kenni, hogy göndörré legyen, ahogy más lányok teszik.”

– Jókai Mór: Sárga rózsa (1. fejezet, 10. oldal - 1987-es kiadás)

|  | Alább a cselekmény részletei következnek! |

A történet a Hortobágyról szól, amikor még nem szelte keresztül vasút az Alföldet. Megismerkedünk Lacza Ferkóval, a gulyásbojtárral. A gulyásbojtár kék mellényt hord, amit selyemvirágok díszítenek, és karikás ostora és hosszú ólmos fütyköse van. Süvegén virít a sárga rózsa, ami folyton leesik róla.
Miközben lovagol a bojtár, kedvenc nótáját kezdi el dúdolgatni, de jó párszor elalszik, és elhagyja a rózsát, amiért mindig vissza kell mennie. Egyszer lova nyerítése kelti fel, mert Decsi Sándor, a csikósbojtár köszönti messziről. Elbeszélgetnek 
arról, hogy kivel mi történt, majd mondandójuk fogytán mindketten elvágtattak tova a maguk útján. A gulyásbojtár továbbment a karám felé, Decsi Sándor pedig a csárda felé, mert a rózsájának termőfáját akarta felkeresni, ami a csárdabérlő kertjében van.
Még ezelőtt, korán hajnalban útra kelnek a csárdában megszállt uraságok, mert tehenet akarnak venni. Az akácosnál bevárják az állatorvost. Végül eljutnak a karámhoz, ahol vesznek tehenet.
Sándor meg is érkezik a csárdába, ahol Klári, aki az öreg csapláros lánya fogadja, és rögtön hoz neki egy üveg bort, szalonnát és cipót. Sándor mérges lesz, mert megtudja, hogy Ferkó a sárga rózsáját Kláritól kapta szerelme jeléül. De végül kibékül egymással Sándor és Klári, és Sándor hajtűt ajándékoz Klárinak, ezzel kifejezve szerelmét. Sándor ismét bort kér. Klári hoz is neki, de előtte beleáztatott egy "nadrágujjas emberke" gyökeret, amit egy cigányasszonytól kapott, mert állítólag attól a rideg szerető szíve is lángra lobban. De a leány nem tudta, hogy mérget adott Sándornak.
Az állatorvos, miközben ment hazafelé a kordéján találkozott Decsi Sándorral, aki a méreg hatása alá került. Az állatorvos lefektette Sándort a gyepre, hogy megvizsgálja, majd a kordéján elvitte őt a kórházába. Ott kávéval kúrálják, és üzennek a főorvosnak, hogy jöjjön segíteni. Klári megtudja, mi történt, és rögtön elmondja az állatorvosnak, hogy ő tette ezt, de nem szándékosan. Klári két éjszakát is átvirrasztott mellette, s végül Sándor állapota is jobb lett. Pár napra rá egy vizsgálóbíró jött, majd a hivatalnok, hogy kivizsgálják az esetet. Sándor hazug mesét mondott, hogy Klárit felmentse a vád alól.
A tehénvásárlás után Ferkó elindult a tehenekkel Morvaországba, de nem tudtak átkelni a folyón, mert az megáradt. Senki nem tudott átjutni a folyón, ezért lacikonyhát rögtönöztek, és elindult a pletykálkodás Decsi Sándor megmérgezése kapcsán, de senki nem tudta az igazságot. Két nap múlva már át tudtak kelni a Tiszán, de a csorda megijedt a komptól, és elindult visszafele a pusztára, Ferkó pedig utánuk, mert nem hagyhatta visszamenni a teheneket.
Eközben Kádár Mihály és Pelikán kupec az ohati pusztára mennek, mert Pelikán lovat akarnak venni, mert az ónodi baromvásárra kell vinniük lovat. Decsi Sándor befogja neki a lovakat, és megtudja, hogy az ezüst fülbevalót, amit Klárinak adott a Lacza Ferkó vitte el és fújatta be arannyal. Majd az adásvétel után az öreg számadó elmeséli, hogy miért esznek folyton a lovak. Éjjel Sándor kimegy a pusztára a lovával, és elmeséli neki a szerelmi bánatát, és megesküdik, hogy soha nem megy be Klárihoz a csárdába. Észreveszi Sándor, hogy a Ferkó lova szalad feléje a pusztán, és megfogja. Utána megtudja, hogy Ferkó mégsem ment el Morvaországba, mert a csorda visszajött ide.
Erre Sándor elmegy a csárdához, de nem megy be, mert megfogadta, csak kint üldögél és iszogat. Ferkó benn volt a csárdába, és amikor meghallotta, hogy Sándor is itt van, kiment hozzá. Sándor kijavíttatja Ferkóval a váltót, amire nem írta rá, hogy hol kell fizetni. Majd összekapnak, lóra pattannak, és furkósbottal kezdtek párbajozni. Sándor leütötte Ferkót a nyeregből, utána jól elverte. Klári az ajtóból nézte a párbajt, s amikor meglátja, hogy Sándor győzött, elmondja neki, hogy őt szereti. De Sándort már nem érdekli a dolog, és elvágtatott.
„Talán soha nem is látta őt többet.”
|  | Itt a vége a cselekmény részletezésének! |

## A regény szereplői
- Decsi Sándor – csikósbojtár
- Lacza Ferkó – gulyásbojtár
- Klárika – a „magyar Carmen”, hortobágyi csaplárosleány
- gulyás számadó
- csikós számadó
- hortobágyi kocsmáros
- Sajgató uram – debreceni gazda
- német piktor
- morvaországi nagybirtokos lovászmestere
- állatorvos és Pesta, a famulusa
- főorvos
- vizsgálóbíró, jegyző és két zsandár
- taligás gulyásnövendék
- két morva hajcsár
- révészgazda
- Kádár Mihály uram
- Pelikán Samu – lókupec
- két juhász

| A polgári révnél rekedt kézművesek | A polgári révnél rekedt kézművesek |
| --- | ---------------------------------- |
| - Pundorné – szappanárus ifiasszony - Csikmákné asszonyom - a pecsenyeárus - debreceni csizmadia - balmazújvárosi cserzővarga - zsidó lókupec - asztalos - mézesbábos |                                    |

## Nyelvi különlegességek
| A pusztaiak tájszavai, szófordulatai | A pusztaiak tájszavai, szófordulatai |
| --- | ------------------------------------ |
| - "nadrágujjas emberke" - "atropa mandragora" (bódító nadragulya) - "taligás" - az ifjabb gulyásnövendék, kinek az az egyik feladata, hogy taligával jár a gulya után, s összegyűjti az árva tőzeget - "árva tőzeg" - trágya, amit a marhák a mezőn hagytak, ez szolgált tüzelőül az Alföldön (zoológiai turfa) - "vasaló" - egy kerek kunyhóforma nádból összerótt alkotmány, melynek a feneke téglával van kirakva, teteje nincs, ez a konyha - "kávémasina" - kávéfőző - "magyar kávé" - felforralt vörös bor, sárgacukorral, fahéjjal, szegfűborssal ízesítve - "fületlen pityke" - leszakadt gomb - "csináltvirág-készítőné" - virágkötő - "kurrentálták" - körözték - "cifra ménes" - sokféle ló: pej, szürke, fekete, hóka, kesely, almás, babos, szeplős, rézderes, vasderes, sárga, fakó, meg fehér is (ami ritkaság fiatal csikóban) - "nemes" ménes - ahol csak egyfajta, egyszínű ló van - Miből állt az alföldi tanya? - karámból, vasalóból, szélfogóból, csordakútból - "csereklye" - összegázolt nád, ebből rakják a csikósok a pásztortüzet - "bitang ló" - elkódorgott gulyásló - a barmok "lelket láttak, szelet fogtak", megbomlottak - a szarvasmarhák megijedtek valamitől, világgá akartak szaladni |                                      |

## Feldolgozásai

### Filmek
- 1940-ben film készült György István rendezésében.
- 1968-ban Zsurzs Éva készített belőle tv-filmet.[1]
- 1940-ben Klárika szerepét Szörényi Éva játszotta.
- 1968-ban Piros Ildikó alakította a "Sárga rózsát".

### Rádiójáték
- 1960-ban rádióra alkalmazta és rendezte: Bozó László.[2]